# トゥパマロス西ベルリン

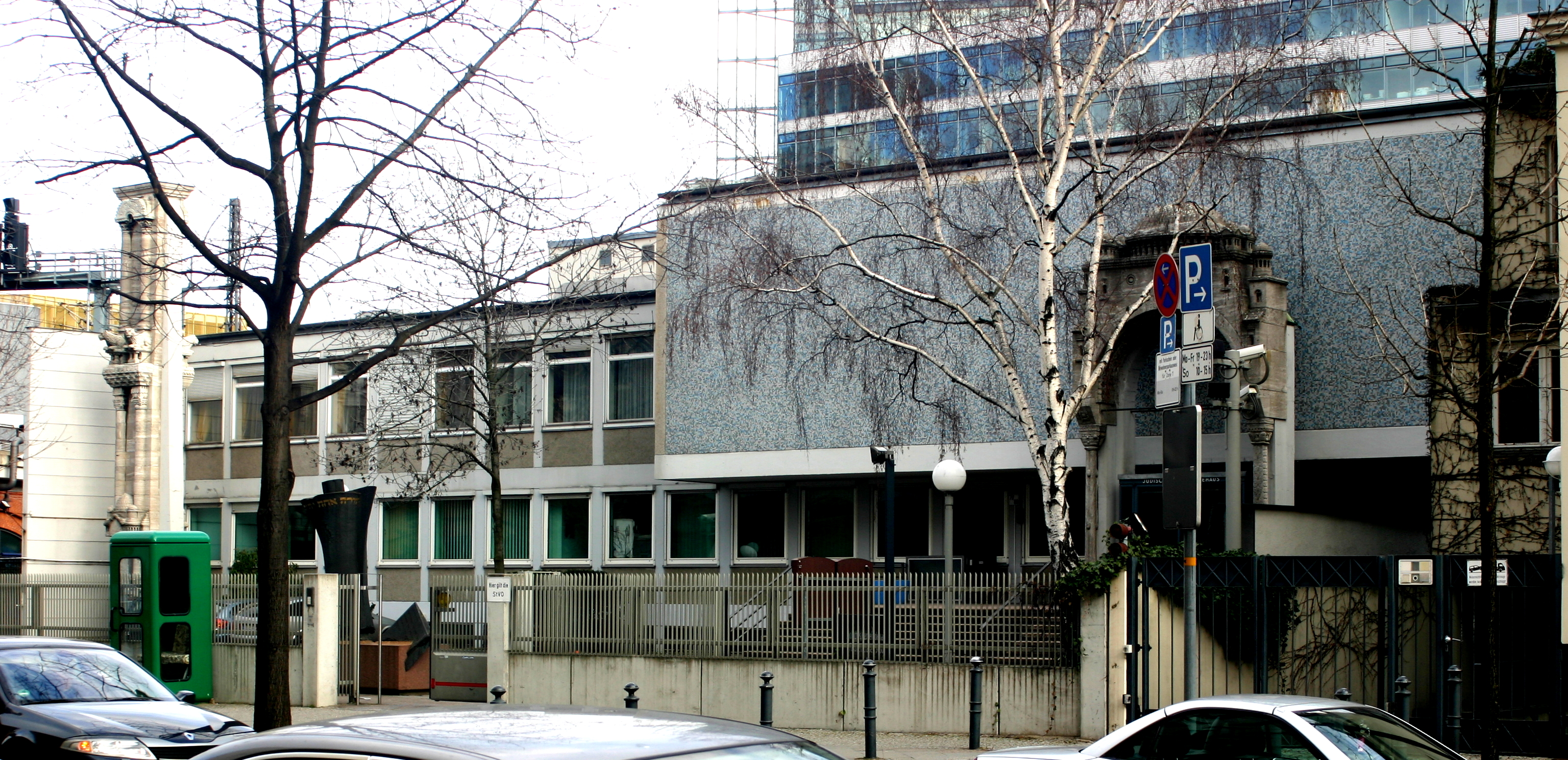
ベルリンのファザネン通りにある旧ユダヤ人コミュニティセンターハウス

トゥパマロス西ベルリン（Tupamaros West-Berlin、略称：TW）は、1969年から1971年まで西ドイツの西ベルリンで活動していたマルクス主義およびアナキストの武装グループである。彼らは複数の放火や爆弾テロに関与した。

## 歴史
このグループは、コミューン1のメンバーによって設立され、ウルグアイのトゥパマロスや都市ゲリラの理論に影響を受けた。指導者はディーター・クンツェルマンとゲオルグ・フォン・ラオホであった。
1969年、ディーター・クンツェルマンとゲオルグ・フォン・ラオホ他数名がヨルダンのファタハのキャンプで訓練を受け、西ドイツに戻りトゥパマロス西ベルリンを結成した.。組織の中心的人物は15人ほどであった。
最初の事件は1969年11月9日にはユダヤ人コミュニティセンターに対する爆破テロであったが、これは政府の潜入工作員ペーター・ウーアバッハが提供した爆弾が不発に終わったことにより失敗した。1969年11月から12月にかけて、12件の爆弾テロや放火を行い、ドイツの司法および警察機構、アメリカやイスラエルの権益を標的とした。組織の規模を大きく見せるため、様々な名前で犯行声明を行った。グループ内では次第にマルクス主義が放棄され、アナキズムに傾倒していく過程で、フリッツ・トイフェルによって分派「トゥパマロス・ミュンヘン」が設立された。
1970年7月にはディーター・クンツェルマンが逮捕された。1971年12月にゲオルグ・フォン・ラオホが警察との銃撃戦で死亡した。指導者2名を失ったグループは崩壊し、中心的メンバーは6月2日運動を結成、一部はドイツ赤軍に合流した。

### 関連書籍
- ボミ・バウマン（英語版）, Tupamaros Berlin-Ouest ou Comment tout a commencé, ダニエル・コーン＝ベンディットとハインリヒ・ベルにより1976年発表。Presse d'aujourd'hui, La France sauvage, OCLC 461821916, notice éditeur
  - Passages à l’acte, OCLC 470627378、として2008年Nautilus社より再出版。
- Vincent Chambarlhac, Michael Baumann. Passages à l'acte. Violence politique dans le Berlin des années 70, Paris, Nautilus, 2008, revue électronique Dissidences, Bibliothèque de comptes rendus : 2012-01, 2011-06-30, lire en ligne.